# Liechtensteiner-Cup 1946-1947
La Liechtensteiner-Cup 1946-1947 è stata la seconda edizione della coppa nazionale del Liechtenstein conclusa con la vittoria finale del FC Triesen, al suo secondo titolo consecutivo.
Della competizione è noto solo il risultato della finale.

## Finale
| Vaduz | FC Triesen | 2 – 0 | Vaduz |  |